# 4702 Берунка
4702 Берунка (4702 Berounka) — астероїд головного поясу, відкритий 23 квітня 1987 року.
Тіссеранів параметр щодо Юпітера — 3,303.